# Sefa (Name)
Sefa ist ein türkischer männlicher und weiblicher Vorname arabischer Herkunft, der auch als Familienname auftritt.

## Namensträger

### Weiblicher Vorname
- Sefa İnci Suvak (* 19**), türkische Journalistin, Autorin und Hörfunk-Redakteurin

### Männlicher Vorname
- Sefa Aksoy (* 1989), türkischer Fußballspieler
- Sefa Akın Başıbüyük (* 1993), türkischer Fußballspieler
- Sefa Durmuş (* 1991), türkischer Fußballspieler
- Sefa Vlaarkamp (* 2000), niederländischer Musikproduzent und DJ
- Sefa Yılmaz (* 1990), deutsch-türkischer Fußballspieler

### Mittelname
- Teoman Sefa Erkan (* 1992), türkischer Fußballspieler, siehe Teoman Erkan

### Familienname
- Fatjon Sefa (* 1984), albanischer Fußballspieler
- Jetmir Sefa (* 1987), albanischer Fußballspieler
- Ylber Sefa (* 1991), albanischer Radsportler